# Colelia (okręg Jałomica)
Colelia – wieś w Rumunii, w okręgu Jałomica, w gminie Colelia. W 2011 roku liczyła 1212 mieszkańców.